# ۲۱ تیر
۲۱ تیر صد و چهاردهمین روز سال در گاه‌شماری خورشیدی است. ۲۵۱ روز (۲۵۲ روز (در سال کبیسه) تا پایان سال باقی‌است.

## رویدادها
- ۱۲۰۶ - آغاز محاصره عباس‌آباد
- ۱۳۷۷ - قهرمانی فرانسه در جام جهانی ۱۹۹۸
- ۱۳۸۶ - رقابت ۲۱ تیر ۱۳۸۶ تیم ملی فوتبال ایران با تیم ملی فوتبال ازبکستان در جام ملت‌های آسیا ۲۰۰۷
- ۱۳۹۰ - آغاز سرشماری عمومی ۱۳۹۰ نفوس و مسکن
- ۱۴۰۱ - اجرای کمپین حجاب، بی‌حجاب

## زادروزها
- ۱۳۶۲ - قاسم حدادی‌فر، فوتبالیست
- ۱۳۷۰ - محسن حججی، از اعضای مدافعان حرم
- ۱۳۷۶ - رضا کرملاچعب، فوتبالیست

## درگذشت‌ها
- ۱۳۴۳ - حسین علاء، از نخست‌وزیران ایران در زمان پادشاهی محمدرضا پهلوی
- ۱۳۵۸ - پری بلنده، کارگر جنسی
- ۱۳۵۸ - اشرف چهارچشم، کارگر جنسی
- ۱۳۵۸ - منصور باقریان، خبرنگار
- ۱۳۹۷ - عباس امیرانتظام، از اعضای جبهه ملی ایران
- ۱۳۹۹ - حسن شریفی، بازیگر
- ۱۴۰۰ - محمود شکیبی، فوتبالیست
- ۱۴۰۲ - رجب‌علی اعتمادی، نویسنده و روزنامه‌نگار
- ۱۴۰۴ - عباس انواری، فیزیک‌دان